# Rosa Roth – Das Angebot des Tages
Das Angebot des Tages ist ein deutscher Fernsehfilm von Carlo Rola aus dem Jahr 2010. Es handelt sich um die siebenundzwanzigste Episode der ZDF-Kriminalfilmreihe Rosa Roth mit Iris Berben in der Titelrolle.

## Handlung
Annemarie Steiner stürzt vom Hotelfenster und liegt schwer verletzt auf der Intensivstation. Weiters verursacht der Journalist Jean Reber einen verhängnisvollen Unfall, beidem er sich Fuß bricht. Bei Blutproben lässt sich feststellen, dass beiden zuvor Pilze aßen. Rosa Roth findet heraus, dass sie im „Fab Four“ das Tagesgericht, welches eben mit Pilzen ist, zu sich nahmen. Ins Visier von Roth und ihren Kollegen Körber geraten der Restaurantbesitzer Gregor Feilhaber und sein Sohn Jörg, sowohl als auch der Küchenchef und seine Mithelfer.

## Hintergrund
Das Angebot des Tages wurde vom 8. Dezember 2009 bis zum 15. Januar 2010 in Berlin und Umgebung gedreht. Am 18. September 2010 wurde die Folge um 20:15 Uhr im ZDF erstausgestrahlt.

## Kritik
Die Kritiker der Fernsehzeitschrift TV Spielfilm vergaben dem Film eine mittlere Wertung, sie zeigten mit dem Daumen zur Seite. Sie kritisierten, der Krimi „[plätschere] allzu ruhig und durchsichtig dahin“. Ausgerechnet die Schlüsselrolle des Gastronomen wirke viel zu gekünstelt. Das Fazit lautete daher: „Zu wenig Pfeffer und nur lauwarm serviert“.